# Rico Freiermuth
Rico Freiermuth (Liestal, 1º gennaio 1958) è un ex bobbista svizzero.

## Biografia
Ai XIV Giochi olimpici invernali (edizione disputatasi nel 1984 a Sarajevo, Jugoslavia) vinse la medaglia di bronzo nel Bob a quattro con i connazionali Silvio Giobellina, Urs Salzmann e Heinz Stettler, partecipando per la nazionale svizzera, venendo superati dalle due tedesche.
Il tempo totalizzato fu di 3:26,16 con un distacco minimo rispetto alle altre classificate 3:25,56 e 3:26,04 i loro tempi. 
Inoltre ai campionati mondiali vinse due medaglie:
- nel 1982, oro nel bob a quattro con Heinz Stettler, Urs Salzmann e Silvio Giobellina.
- nel 1985, bronzo nel bob a quattro con Heinz Stettler, Urs Salzmann e Silvio Giobellina. [3]